# کاترینا جیوتا
کاترینا جیوتا (یونانی: Κατερίνα Γιώτα؛ زادهٔ ۳ ژوئیهٔ ۱۹۹۰) بازیکن والیبال اهل یونان است.